# Madrassa Khaldunia
La Madrassa Khaldunia o Madrassa d'Abu-Màdyan es troba al districte d'El Eubbad de Tlemcen; fou construïda l'any 1347 pel sultà marínida Abu-l-Hàssan Alí ben Uthman. Forma part del conjunt religiós d'Abu-Màdyan amb la Mesquita d'Abu-Màdyan, el palau del sultà (Dar es Sultân), la zàuiya i el bany turc.

## Història
La madrassa deu el nom a Ibn Khaldun, el gran historiador, economista, geògraf, demògraf, i precursor de la sociologia, fou una universitat on ell va ensenyar.
En el seu llibre El Bostan, o Jardí de biografies de sants i savis de Tlemcen, Ibn Maryem Ech-Cherif El-Melity afirmava que el famós erudit i sufí de Tlemcen Ibn Zakri al-Tilimsani era estudiant i donava lliçons a la madrassa.
La madrassa acull ara la seu de l'Annex del Centre Nacional de Manuscrits d'Adrar (CNMA). Aquesta institució contribueix a la salvaguarda i gestió del patrimoni manuscrit transmés per civilitzacions antigues de l'àrea occidental d'Algèria.

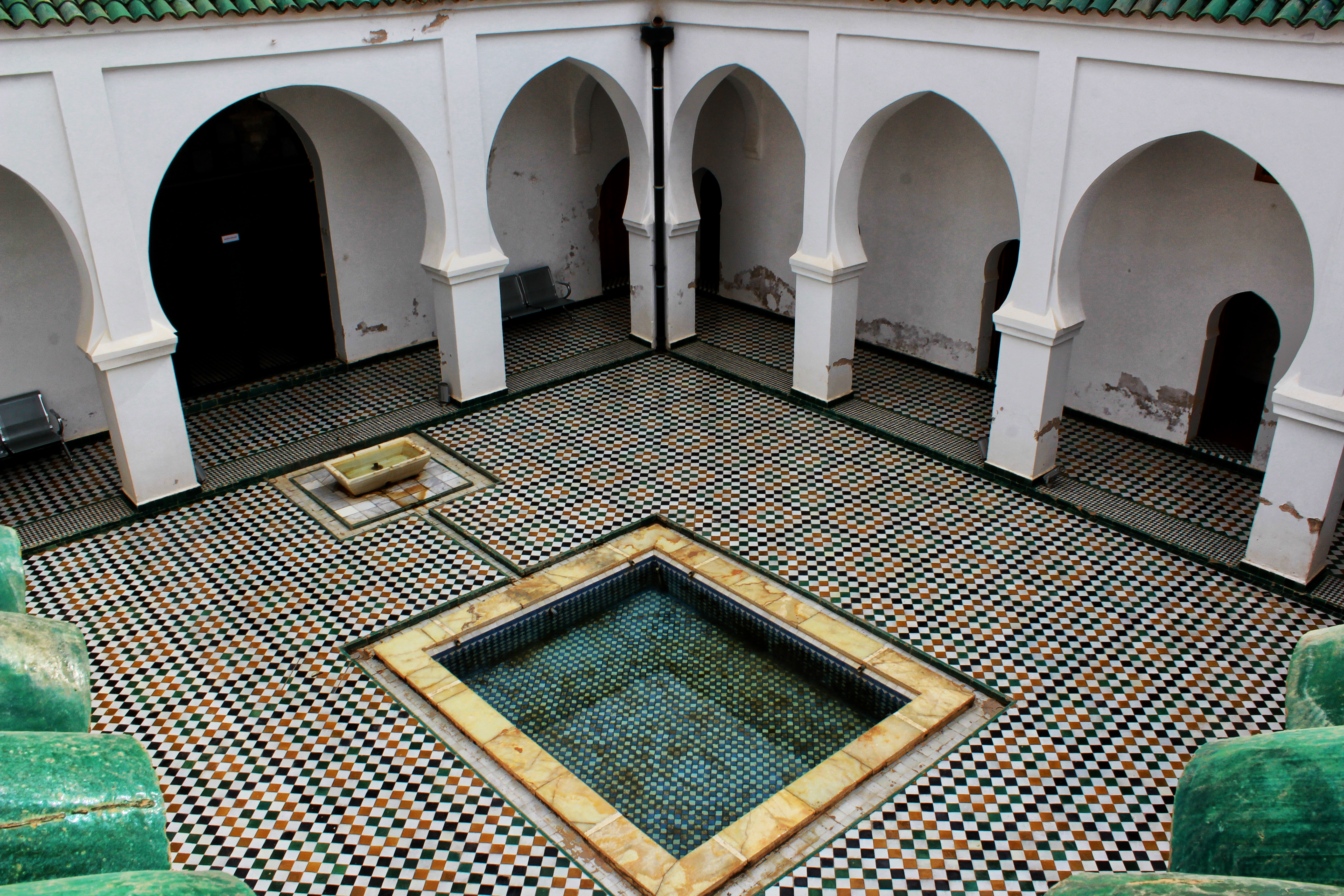
El pati interior de la madrassa